# لیموچی
لیموچی، روستایی از توابع بخش مرکزی، شهرستان ایذه استان خوزستان است

## جمعیت
این روستا در دهستان پیان قرار دارد و براساس سرشماری مرکز آمار ایران در سال ۱۳۸۵، جمعیت آن نفر (۱۸۰خانوار) بوده است.